# 筋肉的キリスト教
筋肉的キリスト教（、英語: Muscular Christianity）は、19世紀中期にイギリスではじまるキリスト教の運動である。愛国的責任感、男らしさ、運動を通じた心身の美、チームワーク、規律、自己犠牲、さらに「軟弱さ、非英国的なもの、極端な知性主義の追放」によって特徴づけられる。

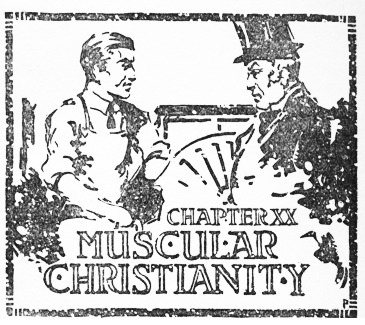
F・N・ウェストコットの小説『へプシー・バーク』(1915年)にみられるF・R・グルーガーの挿絵。米国聖公会牧師ドナルド・マクスウェル(左)は、シルベスター・バスコム(右)の妨害のため収入をほぼ失い、妻を養うため力仕事をする。場面はバスコムの憎まれ口に対応中のマクスウェル。

これは、健康や男らしさへのキリスト教的介入であって、信仰とともに強健な肉体と快活な生活を主義とする、力強い男らしさの理想と結びついた活気ある福音主義の必要性を強調するものである。新約聖書の『ピリピ人への手紙』3章14節、『コリント人への第一の手紙』6章19、20節などに基づく。
ヴィクトリア朝時代に、パブリックスクールの生徒の品性を涵養する方法として流行した。チャールズ・キングズリー、トーマス・ヒューズなどの英国の作家、またカナダの作家ではラルフ・コナーなどと関係が深い。ヒューズの小説『トム・ブラウンの学校生活』は、筋肉的キリスト教の運動としばしば結び付けられる。アメリカ合衆国大統領のセオドア・ルーズベルトも、筋肉的キリスト教を実践する家庭で育っている。ルーズベルト、キングズリー、ヒューズらは、個々の生活においても、政治的見解においても、キリスト教的な理想を積極的に追求しながら、肉体の力と健康を推奨した。筋肉的キリスト教は、霊的成長と肉体的発達をともに求めるいくつかの組織を通じて今日に続いている。カトリックにおいても、プロテスタントにおいても、影響を及ぼしている。
もっともこの名称は、彼ら自ら名づけたものではない。

## 起源
筋肉的キリスト教の由来は使徒パウロにさかのぼる。パウロは信仰生活における挑戦を運動競技にたとえたが、1762年にルソーが著書『エミール、または教育について』において人格形成における体育の重要性を説くまで、キリスト教においてスポーツや運動を明確に支持する動きは現れなかった。
「筋肉的キリスト教」という語は、キングズリーの小説『二年前』に対する、弁護士トーマス・コレット・サンダーズの書評によって広く知られるようになった。この書評は、1857年2月21日付『サタデー・レビュー』（土曜評論）誌に掲載された（なお「筋肉的キリスト教」という語のほうが若干早く登場している)。キングズリーは、この語を「いやなつもりで書いたのでなくとも、読んでいていや」だとする返信をしたが、のち折々好んで用いた。ヒューズは、『オックスフォードのトム・ブラウン』の中でこれについて「筋骨隆々たる、力強い、鍛え上げられた肉体を得るによいもの」といい、「少なくとも筋肉的キリスト教徒は、古き騎士道とキリスト信仰とを堅く抱いている。そこでは、この肉体を受けたのは、これを鍛え、律するためであって、これによって彼らは、弱きを助け、正義を推し進め、神が人の子らに与えたもうた地を従えたのである」という。
これに加え、筋肉的キリスト教はスポーツ、特に団体競技の霊的価値を説く。キングズリーの言葉によれば、「試合は肉体のみならず、道徳的健全性をも育成する」という。19世紀に人気を集めたあるイギリス人スポーツマンに関する記事は、「ジョン・マクレガーは、ことによれば前代未聞の、筋肉的キリスト教の一番いい見本かもしれない。敬虔なるクリスチャン、真摯なる篤志家、熱きアスリートという三人の漢たちの取り組みが、胸の内に見て取れる」とまとめた。
この概念は論争の的となってきた。たとえばある批評家は、18世紀的な礼儀作法よりも「真摯」「筋肉的キリスト教」をよしとしながらも、「'真摯'かつ'筋肉的'な男たちが必死にやっているあざけりが、男らしいもの全部に降りかかってきている」と述べた。ほかにも、ケンブリッジ大学のある牧師は、友人で同僚の牧師が説教をする際、ユダヤ人が居合わせたため、神の恵みを説きながら肝心のイエス・キリストに触れなかったと聞いて、馬用のムチで体罰を加えた。ある解説員は「これはすべて、恐ろしいことに筋肉的キリスト教から来ています」と述べた。

## 影響

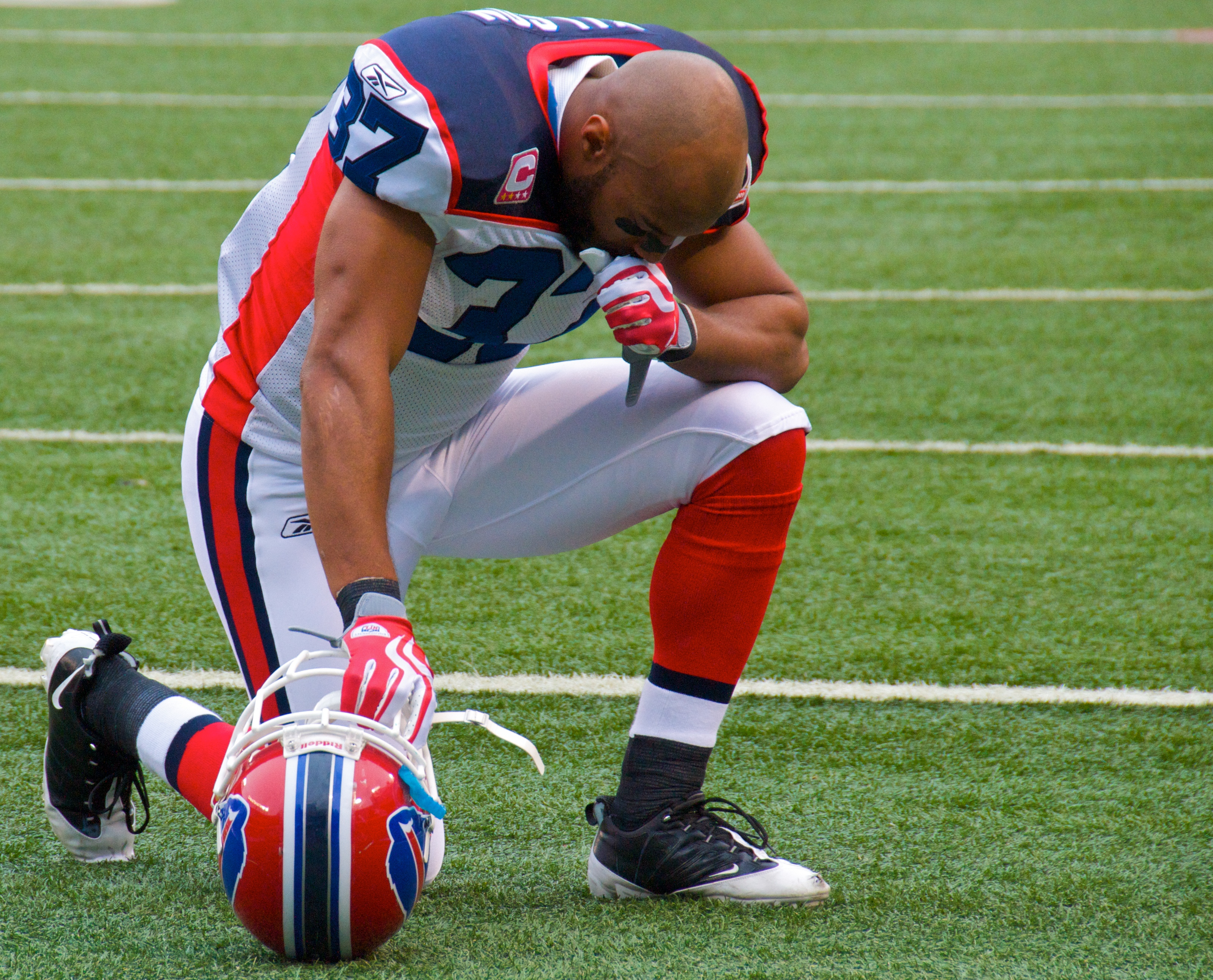
アメリカンフットボール選手のジョージ・ウィルソン。試合前に祈りを捧げている。ウィルソンは「自分はいつもキリスト教の信仰とともにある」と言い、 コミュニティーへ奉仕活動のために表彰されている。

筋肉的キリスト教は、1901年までイギリスで大きな影響力を持っていた。ある者は「英国人は片手にライフル、片手に聖書を持って世界を行く」と称賛し、「もしわれわれの筋肉的キリスト教が何をしてきたかと問われたならば、大英帝国を指さすだろう。断じて観念論者や論理学者の示すものによってではない」と述べた。
筋肉的キリスト教は、19世紀に他国へも広まった。オーストラリアでは、必ずしも宗教的要素が十分に認識されたわけではないけれど、1860年までにうまく定着した。アメリカ合衆国では、筋肉的キリスト教は、最初はプライベートスクールで現れ、のちにYMCA やドワイト・ L・ムーディーのような伝道者の説教にも登場した。とりわけ、YMCAに運動競技が加わることで、バスケットボール や バレーボールの発明に繋がった。だが、筋肉的キリスト教は、シンクレア・ルイス の小説『エルマー・ガントリー』ではパロディにされた（一方で、ルイスはオーバリン大学のYMCAを、「積極的で、熱心な、筋肉的キリスト教」と称賛してもいる）。また、ラインホルド・ニーバーのような神学者と、筋肉的キリスト教はそりが合わなかった。アメリカの主流派プロテスタントでは、筋肉的キリスト教の影響は衰退していった。それでも、「Fellowship of Christian Athletes」、「Athletes_in_Action Athletes in Action」、「プロミス・キーパーズ」のような福音派の組織において、その影響が垣間見える。
21世紀、ジョン・パイパーのような新カルヴァン主義の牧師らは、さらに推し進めて「男性的キリスト教」を生み出した。パイパーいわく「聖書において神は、クイーンではなくキングとして、母ではなく父として自らを顕している。三位一体の第二格は、娘ではなく永遠の息子として顕れる。父と子は、神の似姿において男と女を創造し、それらに man という男性形の名称を与えている」。このため、パイパーは、「神は、男性的な雰囲気をキリスト教に持たせたのである」と力強く主張している。
2012年には、ティム・ティーボウ、 マニー・パッキャオ、 ジョシュ・ハミルトン、 ジェレミー・リンといったアスリートもまた、 彼らのファンと信仰を共有することで、筋肉的キリスト教を体現するようになった。